# Jagdhaus, sog. Jaidhaus

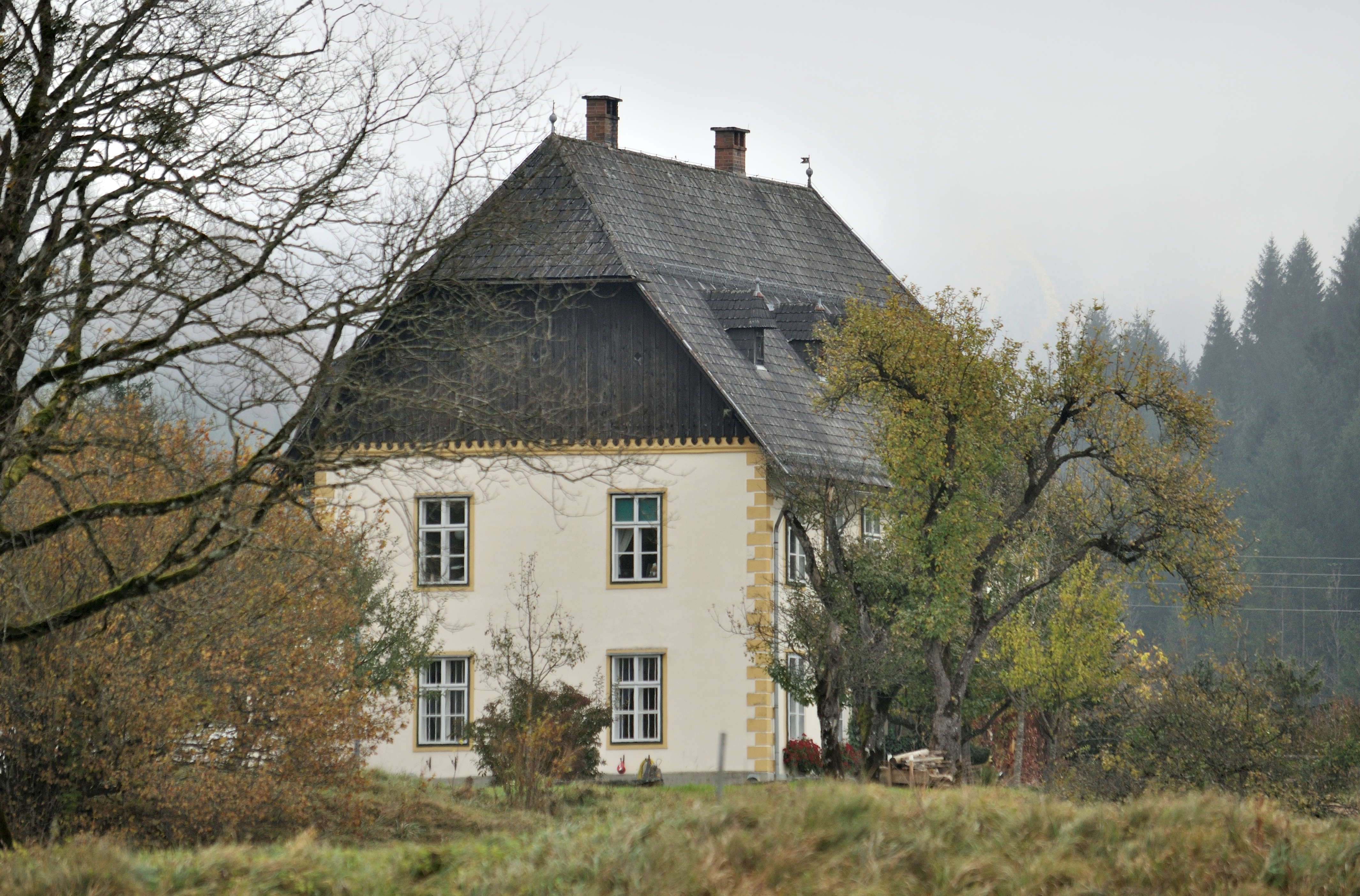
Jagdhaus, sog. Jaidhaus

Das Jagdhaus, sog. Jaidhaus in der Marktgemeinde Molln in Oberösterreich wurde als Haus für die Jägerschaft und als Forstamt genutzt. Das Haus an der Adresse Breitenau Nr. 111 (früher Breitenau Nr. 172) steht unter Denkmalschutz (Listeneintrag).

## Lage
Das Jaidhaus liegt am rechten Ufer der Krummen Steyrling im Gebiet Jaidhaus südlich der Erhebungen Fürsteneck (Gipfelhöhe 821 Meter) und Kienberg (790 Meter).

## Geschichte
Im Jahr 1391 wird das „Jaydhauss“ erstmals urkundlich erwähnt. Dabei handelte es sich wohl um ein einfaches, in Holzbauweise errichtetes Jagdhaus.
Nach Auflösung der Grundherrschaft Mitte des 19. Jahrhunderts war hier bis 1900 und dann wieder von 1914 bis 1930 das Forstamt Breitenau untergebracht.
Eigentümer des Hauses sind die Österreichischen Bundesforste.

## Beschreibung
Das zweigeschoßige Gebäude mit Schopfdach wurde in der zweiten Hälfte des 19. Jahrhunderts an Stelle eines Vorgängerbaues errichtet. Das Haus verfügt über sieben Fensterachsen traufseitig und zwei Achsen giebelseitig. Die Ecken des Baues ziert eine Ortsteinquaderung aus Stuck.